# Pic (Jack Kerouac)
Pour les articles homonymes, voir Pic.
Pic est le dernier roman écrit par l'écrivain américain Jack Kerouac, publié en 1971, écrit de 1951 à 1960.
Pic relate l'histoire d'un enfant, Jackson, originaire de Caroline du Nord. Il vit avec son grand-père puis, après sa mort, son grand frère apparait et le conduit chez son oncle, un lieu malsain. Les deux frères voyagent jusqu'à New York, où Pic et son aîné ont des difficultés financières. Le grand frère tente de trouver deux emplois mais les perd le jour même. Il est obligé d'envoyer sa petite amie enceinte à San Francisco, puis les deux personnages traversent le pays en autostop.
Le récit est narré depuis le point de vue du petit enfant noir, d'une manière stéréotypée.